# Joseph Murphy (duchowny)
Joseph Murphy (ur. 16 sierpnia 1968 w Cork) – irlandzki duchowny katolicki, szef protokołu dyplomatycznego Stolicy Apostolskiej.

## Życiorys
11 lipca 1993 otrzymał święcenia kapłańskie i został inkardynowany do diecezji Cloyne. W 1997 rozpoczął pracę Sekcji Spraw Ogólnych w Sekretariacie Stanu Stolicy Apostolskiej. W 2006 został przeniesiony do Sekcji ds. Relacji z Państwami.
26 lutego 2018 papież Franciszek mianował go szefem protokołu dyplomatycznego Stolicy Apostolskiej, zastępując na tym stanowisku José Avelino Bettencourta. 14 września 2023 został mianowany podsekretarzem Sekcji Personelu Dyplomatycznego w Sekretariacie Stanu Stolicy Apostolskiej. 